# Wzmocnienie (metalurgia)

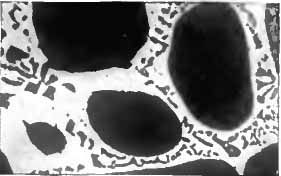
Mikrofotografia stopu miedź-srebro

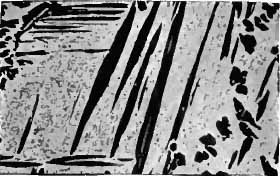
Mikrofotografia stopu miedź-cyna (brązy)

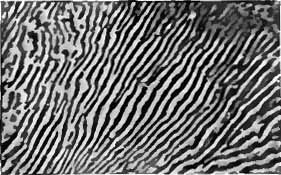
Mikrofotografia stali perlitycznej

Wzmocnienie metalu (umocnienie metalu) – obróbka plastyczna na zimno, cieplna lub cieplno–plastyczna, która powoduje przekształcenie struktury metalu wywołujące takie zmiany właściwości mechanicznych jak wzrost twardości i wytrzymałości na rozciąganie, podwyższenie granicy plastyczności, zmniejszenie udarności i plastyczności.
Umocnienie wywołują zjawiska w skali atomowej, utrudniające powstawanie i przemieszczanie się dyslokacji w sieci krystalicznej, np. zatrzymywanie ich ruchu na granicach ziaren lub w innych miejscach skupienia defektów sieci.
Wśród metod umacniania metali wyróżnia się:
- umocnienie przez zgniot, czyli przez odkształcenie wywołujące wzrost gęstości dyslokacji (prowadzone „na zimno”, czyli poniżej temperatury umożliwiającej samoistne „zdrowienie” sieci w wyniku dyfuzji jonów)
- umocnienie strukturalne, polegające na zmniejszeniu średniej wielkości ziaren
- umocnienie stopowe, spowodowane obecnością dodatków stopowych, tworzących mniej plastyczne roztwory stałe w sieci składnika głównego
- umocnienie wydzieleniowe lub utwardzanie dyspersyjne, polegające na hamowaniu ruchu dyslokacji na drobnych krystalitach, wydzielających się z przesyconych roztworów stałych lub wprowadzonych z zewnątrz w procesie metalurgicznym
- umocnienie przez przechłodzenie, np. pod wpływem grupowania się dyslokacji (np. nierównowagowych wakansów)
- umocnienie przez napromieniowanie, np. szybkimi neutronami (uszkodzenia radiacyjne)
- umocnienie przez przemianę martenzytyczną.